# Сизево (Новосибирская область)
Сизево — деревня в Барабинском районе Новосибирской области. Входит в состав Новочановского сельсовета.

## География
Площадь деревни — 32 гектара

## Население
| 2002 | 2007 | 2010 |
| ---- | ---- | ---- |
| 320  | ↗332 | ↘269 |

## Инфраструктура
В деревне по данным на 2007 год функционируют 1 учреждение здравоохранения, 1 образовательное учреждение.